# 砲兵大将 (ドイツ)
砲兵大将 (ドイツ語: General der Artillerie; 省略形: General d. Art.）は、過去にドイツの陸軍に存在した兵科大将。現在のドイツ連邦軍ではNATO階級符号のOF-6に相当する将官が充てられ、砲兵の訓練と装備に責任を持つ立場の者を指す。

## 過去のドイツ陸軍における砲兵大将
砲兵大将はドイツの陸軍 (ドイツ帝国陸軍、ヴァイマル共和国軍、ドイツ国防軍) の砲兵科における兵科大将であり、NATO階級符号ではOF-8に相当した。将官としては3番目に高位の階級であり、上には上級大将と元帥しかない。現在の三つ星の将官にあたる。ドイツ国防軍においては、同様の兵科大将として歩兵大将、騎兵大将、装甲兵大将、山岳兵大将、工兵大将、降下猟兵大将、通信兵大将が置かれていた。旧来の砲兵大将は現代のドイツ連邦軍においては中将に相当する。東ドイツ国家人民軍には相当する階級はなく、大将に統一されていた。

## ドイツ連邦軍における砲兵大将
ドイツ連邦軍では砲兵科において部隊の訓練と装備に責任を負う将官を指し、通常は准将が充てられる。砲兵大将は、砲兵学校の校長の地位と関係しており、対応する役職は他の兵科にも存在する。この場合、「砲兵大将」は階級ではなく地位を指すので、時には大佐が自身の兵科の「大将」になることもある。敬称は Herr General あるいは Herr Oberst であり、Herr General der Infanterie とするのは階級を意味しないので正しくない。